# Sender Röbel-Woldzegarten
Der Rundfunksender Röbel-Woldzegarten ist eine Sendeeinrichtung der Deutschen Telekom AG westlich des Leizener Ortsteils Woldzegarten im Landkreis Mecklenburgische Seenplatte in Mecklenburg-Vorpommern, welche zur Verbreitung von Radioprogrammen im DAB+ und UKW-Bereich, sowie zur Ausstrahlung von Fernsehprogrammen dient. Die Sendeanlage steht auf etwa 118 m ü. Normalhöhennull Geländehöhe am Südosthang des 120,5 Meter hohen Dusterholzberges.

## Antennenträger
- Hauptmast (Höhe: 167 Meter, 53° 23′ 45″ N, 12° 27′ 49″ O, Baujahr: 2000)

ehemalige Antennenträger:
- Hilfsmast (Höhe: 80 Meter, 53° 23′ 44″ N, 12° 27′ 51″ O, Baujahr: 1991)
- Fernmeldeturm (Höhe: ?. 53° 23′ 46″ N, 12° 27′ 49″ O, Baujahr: ?)

## Frequenzen und Programme

### Analoger Hörfunk (UKW)
| Frequenz (MHz) | Programm               | RDS PS            | RDS PI                | Regionalisierung       | ERP (kW) | Antennen- diagramm rund (ND) / gerichtet (D) | Polarisation horizontal (H) / vertikal (V) |
| -------------- | ---------------------- | ----------------- | --------------------- | ---------------------- | -------- | -------------------------------------------- | ------------------------------------------ |
| 88,5           | NDR 1 Radio MV         | NDR_1_NB NDR_1_MV | D771 (regional), D371 | Neubrandenburg         | 10       | ND                                           | H                                          |
| 90,0           | Deutschlandfunk Kultur | Dlf_Kult          | D220                  | –                      | 3        | D                                            | H                                          |
| 92,2           | Ostseewelle            | _OSTSEE_          | D379                  | Ost                    | 0,2      | ND                                           | H                                          |
| 93,8           | 80s80s MV              | _80s80s_          | D378                  | Ost                    | 5        | D                                            | H                                          |
| 94,7           | NDR Kultur             | NDR_Kult          | D383                  | –                      | 10       | ND                                           | H                                          |
| 97,4           | N-Joy                  | _N-JOY_           | D385                  | –                      | 4        | D                                            | H                                          |
| 100,4          | NDR Info               | NDR_Info          | D384                  | –                      | 4        | D                                            | H                                          |
| 102,4          | Deutschlandfunk        | __Dlf___          | D210                  | –                      | 3        | D                                            | H                                          |
| 107,0          | NDR 2                  | _NDR_2__          | D782 (regional), D382 | Mecklenburg-Vorpommern | 60       | ND                                           | H                                          |

### Digitales Radio
Digitaler Hörfunk im DAB+-Standard wird seit dem 24. November 2016 in vertikaler Polarisation im Gleichwellennetz (Single Frequency Network) mit anderen Sendern ausgestrahlt. Dazu wurde eine DAB-Sendeantenne auf der Spitze des Sendeturms montiert. Nach Angaben der Bundesnetzagentur liegt der Schwerpunkt (Mitte) der DAB-Antenne bei 140,9 m über Grund. Die Gesamthöhe der Antenne beträgt 5,3 m. Somit ergibt sich eine aktuelle Höhe von 143,6 m ü. Grund.
Ergänzend zum bundesweiten Multiplex ist das Programmangebot des Norddeutschen Rundfunks am 18. Juli 2019 hinzugekommen.
| Block                        | Programme (Datendienste) | ERP (kW) | Antennen- diagramm rund (ND)/ gerichtet (D) | Gleichwellennetz (SFN) |
| ---------------------------- | --- | -------- | ------------------------------------------- | --- |
| 5C DR Deutschland (D__00188) | DAB+ Block der Media Broadcast: - Absolut relax (72 kbps) - Dlf (104 kbps) - Dlf Kultur (112 kbps) - Dlf Nova (104 kbps) - DRadio DokDeb (48 kbps) - Energy Digital (72 kbps) - ERF Plus (64 kbps) - Klassik Radio (72 kbps) - Radio Bob (72 kbps) - Radio Horeb (48 kbps) - Radio Schlagerparadies (64 kbps) - Schwarzwaldradio (64 kbps) - sunshine live (72 kbps) - DRadio Daten (32 kbps Daten) - EPG Deutschland (16 kbps Daten) - TPEG (16 kbps Daten) - TPEG_MM (16 kbps Daten) | 5        | ND                                          | - Baden-Württemberg: Aalen, Baden-Baden (Fremersberg), Bad Mergentheim, Blauen, Brandenkopf, Donaueschingen, Feldberg im Schwarzwald, Freiburg (Vogtsburg-Totenkopf), Geislingen (Oberböhringen), Großerlach (Hohe Brach), Heidelberg (Königstuhl), Heilbronn (Schweinsberg), Hochrhein (Rickenbach), Hornisgrinde, Pforzheim (Schömberg-Langenbrand), Raichberg, Ravensburg (Höchsten), Reutlingen, Stuttgart (Frauenkopf), Ulm (Kuhberg) - Bayern: Amberg (Hirschau), Aschaffenburg (Pfaffenberg), Augsburg (Hotelturm), Bad Tölz (Gaißach), Balderschwang, Bamberg (Geisberg), Büttelberg, Brotjacklriegel, Dillberg, Grünten, Herzogstand, Hochberg (Traunstein), Hoher Bogen, Inntal (Ebbs), Ingolstadt (Gelbelsee), Kreuzberg/Rhön, Landshut (Altdorf), München (Olympiaturm), Nennslingen (Büchelberg), Nürnberg, Oberammergau, Ochsenkopf, Passau, Pfänder, Pfaffenhofen, Pfarrkirchen, Pfronten, Regensburg (Hohe Linie), Unterringingen, Untersberg, Wendelstein (Bayrischzell), Würzburg (Frankenwarte) - Berlin: Berlin (Alexanderplatz), Berlin (Scholzplatz) - Brandenburg: Bad Belzig, Booßen, Brandenburg/Havel, Calau, Casekow, Cottbus, Eberswalde (geplant), Eisenhüttenstadt, Neuruppin (geplant), Petkus, Pritzwalk, Templin - Bremen: Bremen (Walle), Bremerhaven-Schiffdorf - Hamburg: Hamburg (Moorfleet), Hamburg (Heinrich-Hertz-Turm) - Hessen: Bad Hersfeld (Rimberg), Biedenkopf (Sackpfeife), Fulda (Hummelskopf), Frankfurt (Europaturm), Gelnhausen (Schnepfenkopf), Gießen (Dünsberg), Großer Feldberg, Hardberg, Hohe Wurzel, Hoher Meißner, Kassel (Habichtswald), Mainz-Kastel - Mecklenburg-Vorpommern: Garz (Rügen), Güstrow, Malchin, Neubrandenburg-Süd, Neustrelitz (geplant), Rostock (Toitenwinkel), Röbel, Schwerin (Zippendorf-Gr.Dreesch), Torgelow, Wismar/Rüggow, Züssow - Niedersachsen: Aurich-Popens, Braunschweig (Broitzem), Braunschweig (Drachenberg), Cuxhaven-Stadt, Dannenberg, Göttingen (Bovenden-Osterberg), Hannover (Telemax), Lingen, Lüneburg-Neu Wendhausen, Molbergen-Peheim, Osnabrück (Bramsche-Schleptruper Egge), Hildesheim (Sibbesse), Steinkimmen, Uelzen, Visselhövede, Wilhelmshaven - Nordrhein-Westfalen: Aachen (Karlshöhe), Bergneustadt-Wiedenest (R), Bielefeld (Hünenburg), Bonn (Venusberg), Dortmund (Florianturm), Düsseldorf (Rheinturm), Eggegebirge, Herscheid, Hochsauerland (Hunau), Hürtgenwald-Großhau, Köln (Colonius), Langenberg, Lügde-Rischenau (Köterberg), Meschede (geplant), Minden (Jakobsberg), Münster (Fernmeldeturm), Schöppingen, Siegen-Süd, Wesel - Rheinland-Pfalz: Bad Kreuznach (Schanzenkopf), Bad Marienberg (Westerwald), Bornberg, Daun (Eifel), Edenkoben (Kalmit), Heckenbach-Schöneberg (Ahrweiler), Haardtkopf (geplant), Idar-Oberstein, Kaiserslautern, Kettrichhof, Koblenz (Kühkopf), Schnee-Eifel (geplant), Trier (Petrisberg) - Saarland: Merzig-Merchingen, Saarbrücken (Schoksberg) - Sachsen: Chemnitz, Dresden, Geyer, Leipzig, Löbau, Neustadt, Niederschöna (geplant), Oschatz, Schöneck, Zwickau Ost - Sachsen-Anhalt: Brocken, Burg, Dequede, Petersberg, Pettstädt (Weißenfels), Schneidlingen, Wittenberg - Schleswig-Holstein: Bungsberg, Bredstedt, Flensburg, Garding, Heide, Helgoland, Hennstedt, Itzehoe, Kiel (Kronshagen), Lübeck (Stockelsdorf), Schleswig, Niebüll (Süderlügum), Westerland (Sylt) - Thüringen: Bleßberg (Sonneberg), Erfurt-Hochheim, Gera, Inselsberg, Jena (Oßmaritz), Kulpenberg, Lobenstein (Sieglitzberg), Saalfeld (Remda), Weimar (Ettersberg) |
| 10C NDR MV NB (D__00338)     | DAB+ Block des Norddeutschen Rundfunks - NDR 1 MV NB (Neubrandenburg) (104 kbps) - NDR 2 MV (104 kbps) - NDR Kultur (104 kbps) - NDR Info MV (104 kbps) - N-Joy (104 kbps) - NDR Blue (104 kbps) - NDR Schlager (104 kbps) - NDR Info Spezial (104 kbps) - NDR BWS - NDR TPEG | 5        | ND                                          | Helpterberg, Malchin, Neubrandenburg, Neustrelitz, Röbel |

### Digitales Fernsehen (DVB-T2)
Der Sender Röbel-Woldzegarten wird seit Ende Juni 2020 wieder zur Ausstrahlung von Fernsehprogrammen im DVB-T2-Standard mit HEVC Bildcodierung genutzt. Optional lassen sich zusätzliche als Verknüpfung enthaltene Programme über eine Internetverbindung wiedergeben, falls das Empfangsgerät HbbTV (ab Version 1.5) unterstützt (NDR via IP: ARD-alpha HD, hr-Fernsehen HD, SR Fernsehen HD, SWR BW HD, …).
Folgende DVB-T2-Bouquets werden übertragen:
| Kanal | Frequenz (MHz) | Multiplex                                 | Programme im Multiplex | ERP (kW) | Antennen- diagramm rund (ND)/ gerichtet (D) | Polarisation horizontal (H)/ vertikal (V) | SFN mit                            |
| ----- | -------------- | ----------------------------------------- | --- | -------- | ------------------------------------------- | ----------------------------------------- | ---------------------------------- |
| 22    | 482            | ARD regional (NDR) Mecklenburg-Vorpommern | - NDR Fernsehen HD (Mecklenburg-Vorpommern) - rbb Brandenburg HD - mdr Fernsehen (Sachsen-Anhalt) HD / NDR FS HD (SH)(zeitw.) - WDR Fernsehen HD / NDR FS HD (NDS)(zeitw.) - BR Fernsehen Süd HD / NDR FS HD (HH)(zeitw.) Radio: - N-Joy - NDR 1 MV SN - NDR 2 - NDR Info | 1        | D                                           | V                                         | Helpterberg, Röbel, Waren (Müritz) |
| 36    | 594            | ARD Digital (NDR)                         | - Das Erste HD - phoenix HD - arte HD - tagesschau24 HD - one HD Radio: - NDR Blue - NDR Info Spezial - NDR Kultur - NDR Schlager | 5        | D                                           | V                                         | Helpterberg, Röbel, Waren (Müritz) |

 Sendeparameter 
| Verwendet von (HD-Programme pro Mux)   | Modulations- verfahren | Coderate | FFT-Modus    | Guard- intervall | Pilottöne       | Datenrate [Mbit/s] |
| -------------------------------------- | ---------------------- | -------- | ------------ | ---------------- | --------------- | ------------------ |
| ARD Digital (NDR) (5) NDR regional (5) | 64-QAM                 | 1/2      | 16k extended | 19/128           | Pilot Pattern 2 | 18,2               |

### Analoges Fernsehen
Bis zur Umstellung auf DVB-T am 5. Dezember 2005 wurden folgende Programme in analogem PAL gesendet:
| Kanal | Frequenz (MHz) | Programm                               | ERP (kW) | Sendediagramm rund (ND)/ gerichtet (D) | Polarisation horizontal (H)/ vertikal (V) |
| ----- | -------------- | -------------------------------------- | -------- | -------------------------------------- | ----------------------------------------- |
| 26    | 511,25         | ZDF                                    | 180      | ND                                     | H                                         |
| 39    | 615,25         | NDR Fernsehen (Mecklenburg-Vorpommern) | 250      | ND                                     | H                                         |
| 56    | 751,25         | Das Erste (NDR)                        | 250      | D                                      | H                                         |